# França nos Jogos Olímpicos de Inverno de 2022
França participou dos Jogos Olímpicos de Inverno de 2022, realizados em Pequim, na China.
Foi a 24.ª aparição do país em Olimpíadas de Inverno, ou seja, em todas as edições dos Jogos de Inverno. Foi representado por 86 atletas, sendo 50 homens e 36 mulheres.

## Competidores
| Esporte                                | Masculino | Feminino | Total |
| -------------------------------------- | --------- | -------- | ----- |
| Biatlo                                 | 6         | 6        | 12    |
| Bobsleigh                              | 4         | 2        | 6     |
| Combinado nórdico                      | 5         | —        | 5     |
| Esqui alpino                           | 10        | 8        | 18    |
| Esqui cross-country                    | 8         | 5        | 13    |
| Esqui estilo livre                     | 8         | 5        | 13    |
| Patinação artística                    | 3         | 1        | 4     |
| Patinação de velocidade em pista curta | 2         | 2        | 4     |
| Salto de esqui                         | 0         | 2        | 2     |
| Snowboard                              | 4         | 5        | 9     |
| Total                                  | 50        | 36       | 86    |

## Medalhas
Estes foram os medalhistas desta edição:
| Atleta                                                                       | Esporte             | Evento                        | Medalha |
| ---------------------------------------------------------------------------- | ------------------- | ----------------------------- | ------- |
| Quentin Fillon Maillet                                                       | Biatlo              | Individual masculino          | Ouro    |
| Quentin Fillon Maillet                                                       | Biatlo              | Perseguição masculino         | Ouro    |
| Gabriella Papadakis Guillaume Cizeron                                        | Patinação artística | Dança no gelo                 | Ouro    |
| Clément Noël                                                                 | Esqui alpino        | Slalom masculino              | Ouro    |
| Justine Braisaz-Bouchet                                                      | Biatlo              | Largada coletiva feminina     | Ouro    |
| Anaïs Chevalier-Bouchet Quentin Fillon Maillet Émilien Jacquelin Julia Simon | Biatlo              | Revezamento misto             | Prata   |
| Johan Clarey                                                                 | Esqui alpino        | Downhill masculino            | Prata   |
| Anaïs Chevalier-Bouchet                                                      | Biatlo              | Individual feminino           | Prata   |
| Tess Ledeux                                                                  | Esqui estilo livre  | Big air feminino              | Prata   |
| Chloé Trespeuch                                                              | Snowboard           | Snowboard cross feminino      | Prata   |
| Quentin Fillon Maillet                                                       | Biatlo              | Velocidade masculino          | Prata   |
| Fabien Claude Émilien Jacquelin Simon Desthieux Quentin Fillon Maillet       | Biatlo              | Revezamento masculino         | Prata   |
| Mathieu Faivre                                                               | Esqui alpino        | Slalom gigante masculino      | Bronze  |
| Richard Jouve Hugo Lapalus Clément Parisse Maurice Manificat                 | Esqui cross-country | Revezamento 4x10 km masculino | Bronze  |

## Desempenho

### Biatlo
Masculino
Feminino

### Bobsleigh
Masculino
Feminino

### Combinado nórdico
Masculino

### Esqui alpino
Masculino
Feminino

### Esqui cross-country
Masculino
Feminino

### Esqui estilo livre
Masculino
Feminino

### Patinação artística
Masculino
Feminino

### Patinação de velocidade em pista curta
Masculino
Feminino

### Salto de esqui
Feminino

### Snowboard
Masculino
Feminino
Legenda
| Recorde mundial      | Recorde mundial (World record)               |                       | Recorde africano                      | Recorde africano (African) |                                           | Q | Classificado por posição (Qualified) |
| Recorde olímpico     | Recorde olímpico (Olympic record)            | Recorde da América    | Recorde da América (Americas)         | q                          | Classificado por melhor tempo (Qualified) |   |                                      |
| Melhor marca do ano  | Melhor marca do ano (World leading)          | Recorde asiático      | Recorde asiático (Asian)              | DNS                        | Não largou (Did not start)                |   |                                      |
| Recorde nacional     | Recorde nacional (National record)           | Recorde europeu       | Recorde europeu (European)            | DNF                        | Não terminou (Did not finish)             |   |                                      |
| Recorde pessoal      | Recorde pessoal do atleta (Personal best)    | Recorde da Oceania    | Recorde da Oceania (Oceania)          | DSQ / DQ                   | Desclassificado (Disqualified)            |   |                                      |
| Recorde da temporada | Recorde da temporada do atleta (Season best) | Recorde sul-americano | Recorde sul-americano (South America) | NM                         | Sem marca (No mark)                       |   |                                      |